# Rigny-Ussé
Rigny-Ussé è un comune francese di 532 abitanti situato nel dipartimento dell'Indre e Loira nella regione del Centro-Valle della Loira.

## Monumenti
- Castello di Ussé

## Società

### Evoluzione demografica
Abitanti censiti